# 新山勝利
新山 勝利（にいやま かつとし、1969年1月11日 - ）は、日本のプロレスラー。

## 経歴
FMWにて、1990年7月22日にデビュー。シューティング出身という触れ込みで、一時は何人にも増殖した覆面レスラー「ザ・シューター」のひとりとしてのデビューだった。
1992年、ただひとり残った「ザ・シューター」として活躍していたところを、ザ・シークによって試合中にマスクを剥がされる。しかしこの時は大流血のうえ、「どうやら日本でもデビューしたことのない選手」と一部マスコミが書いた以外は、誰もその正体を分からずじまいであった。同年5月24日のFMW有明コロシアム大会より、突如としてペイントレスラー「ザ・グレート・パンク」に転身、ギター破壊のパフォーマンスや、腰を振りながらのジャーマン・スープレックスなどで、没個性からの脱却をアピール。このキャラクターでしばらく活動を続けた後にチーム・カナダとキャプテンフォール追放マッチで相手チームキャプテンのリッキー・フジに敗れ1年間の追放となった。追放期間にも関わらず1年経たないうちに正規軍を裏切りポーゴと合体。しかしながら、ポーゴと仲間割れし正規軍へUターン。今度は出直しを図るべく素顔に戻り、初めて本名をリングネームとした。スキンヘッドにした出直し初戦はビッグ・タイトンにタイトンボムで敗戦。FMWにおいては常に、正規軍のバイプレーヤー的な存在だった。
FMW退団後、妻の故郷である愛知県刈谷市で飲食店を開き、店を仕切る傍らトレーニングも欠かさないという生活を送るが、業績等は芳しくなかった。そしてテレビ東京のバラエティー「愛の貧乏脱出大作戦」に出演。レスラーを完全に辞めて飲食店の経営に専念する覚悟で、力士出身者が営むちゃんこ屋での修業に挑んだ。これを経たのち、飲食店を「新山（しんざん）」という名に改め、ちゃんこ専門店としてリニューアルオープンした。
しかしながらその後も、フリーランスとして様々なインディー団体にスポット参戦を続けた。2009年には、「FNSの日26時間テレビ 2009 超笑顔パレード 爆笑!お台場合宿!!」の企画「三輪車12時間耐久レース」に、家族と東海テレビ代表として出場、まだプロレスラーとして現役であることをアピールした。
2010年からはターザン後藤が率いる「スーパーFMW」で活動している。